# ورزشگاه اینداستریا
ورزشگاه اینداستریا (به کاتالان: Camp de la Indústria) ورزشگاهی چند منظوره در بارسلونا، اسپانیا بود. این ورزشگاه در ابتدا به عنوان ورزشگاه باشگاه فوتبال بارسلونا مورد استفاده قرار می‌گرفت. ظرفیت این ورزشگاه ۸۰۰۰ نفر بود.